# French Camp, Mississippi
French Camp là một thành phố thuộc quận Choctaw, tiểu bang Mississippi, Hoa Kỳ. Năm 2010, dân số của thành phố này là 174 người.

## Dân số
- Dân số năm 2000: 393 người.
- Dân số năm 2010: 174 người.